# Вера Стойчевска-Антич
Вера Стойчевска–Антич (на македонска литературна норма: Вера Сојчевска-Антиќ) е литературен историк и теоретик от Северна Македония.

## Биография
Родена е в 1939 година в Битоля, тогава в Кралство Югославия. Завършва Филологическия факултет на Скопския университет, където по-късно преподава. Доктор на филологическите науки. Почетен член е на Дружеството на писателите на Македония. Носител е на наградите „Климент Охридски“ и „Гоце Делчев“.